# Stazione di Candia Lomellina
La stazione di Candia Lomellina è una fermata ferroviaria (ex stazione ferroviaria) italiana, posta sulla linea Mortara-Asti; serve l'omonimo centro abitato.
Nel 2012 a causa della sospensione della linea ferroviaria Castagnole-Asti-Mortara la stazione viene chiusa al traffico ferroviario.
In seguito alla riapertura della tratta Casale-Mortara, la stazione viene resa di nuovo operativa, e quindi viene riaperta al servizio viaggiatori.

## Storia

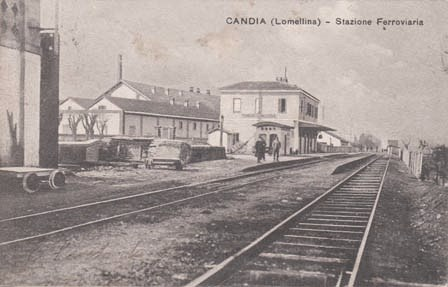
La stazione all'inizio del Novecento

La stazione fu inaugurata il 12 luglio 1870 contestualmente all'apertura della ferrovia Castagnole-Asti-Mortara, il cui esercizio fu ceduto dallo Stato alla Società per le Ferrovie dell'Alta Italia (SFAI) in virtù della legge di riforma del 1865 nel frattempo intervenuta.
In base alla legge "Baccarini" del 27 aprile 1885, la concessione fu trasferita in tale anno alla Società per le Strade Ferrate del Mediterraneo, con servizi eserciti dalla Rete Mediterranea, per poi passare nel 1905 alle neocostituite Ferrovie dello Stato.
Passata in gestione nel 2001 a Rete Ferroviaria Italiana, per consentire alcuni lavori di manutenzione dal 6 settembre 2010 la linea venne sospesa al traffico il quale venne definitivamente soppresso dalla Regione Piemonte a partire dal 17 giugno 2012.
Il 31 luglio 2019 venne trasformata in fermata.
Nel 2019 la stazione di Candia Lomellina in occasione della riapertura della tratta Casale-Mortara è stata riqualificata completamente, compresa cartellonistica e banchine, inclusa la momentanea rimozione del binario 2.
A partire dall'11 settembre 2023 a causa della riapertura della tratta Casale-Mortara la stazione viene resa di nuovo operativa, e quindi  viene riaperta al servizio viaggiatori.

## Strutture e impianti

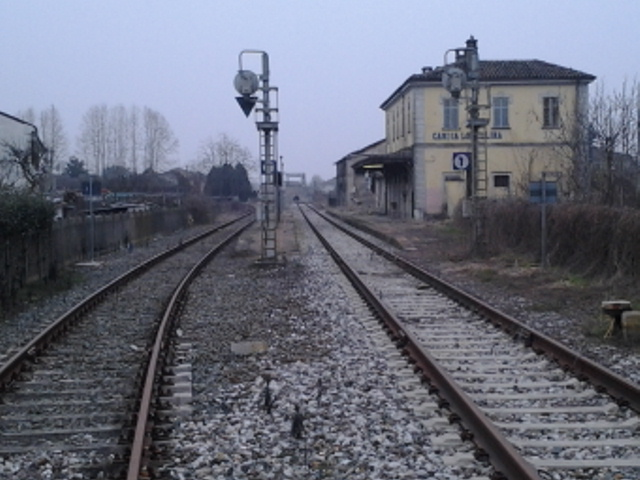
Il piazzale binari

L'impianto ha un piazzale composto da due binari. Con i lavori di ristrutturazione iniziati nel 2018 per la riapertura della linea, il marciapiede del primo binario è stato alzato in base alle normative, mentre il secondo binario è stato definitivamente rimosso, riducendo la stazione al ruolo di fermata ferroviaria.